# Stabæk IF
El Stabæk IF es un equipo de fútbol con sede en Bærum,un suburbio de Oslo. Desde la temporada 2024 juega en la OBOS-ligaen, la segunda división del país. Fundado en 1912, el nombre del club es una grafía arcaica de la zona suburbana de Stabekk, de donde una vez se originó. Su actual presidente es Espen Moe. Bob Bradley es el actual director técnico del club desde que asumió el cargo para la temporada 2023. 

## Historia
Fue fundado el 16 de marzo de 1912.Los colores locales del equipo, íntegramente azul, le han valido el sobrenombre de “De Blaa” (Los Azules). En 1998 consigue su primer título, la Copa de Noruega.
La temporada 2007 consigue el subcampeonato y en la temporada 2008 el campeonato de Liga Noruega de Fútbol, la mejor clasificación hasta ese momento en su historia.
En la temporada 2012 desciende a la OBOS-ligaen después de realizar un pésimo año donde apenas se consiguieron 17 puntos en 30 partidos jugados.El 30 de noviembre de 2015, Bob McKinlay fue nombrado entrenador con un contrato de dos años, pero renunció en julio de 2016 al caer eliminado de la UEFA Europa League por el club galés Connah's Quay Nomads.
Posee rivalidades con el Bærum SK, FK Lyn y el Vålerenga en vista de su posición geográfica. Es el primer equipo de Noruega en tener a su equipo de fútbol masculino y femenino en Primera División al mismo tiempo, en el año 2009.

## Uniforme
- Uniforme titular: Camiseta azul en dos tonos, pantalón azul y medias blancas.
- Uniforme alternativo: Camiseta blanca, pantalón azul y medias blancas.

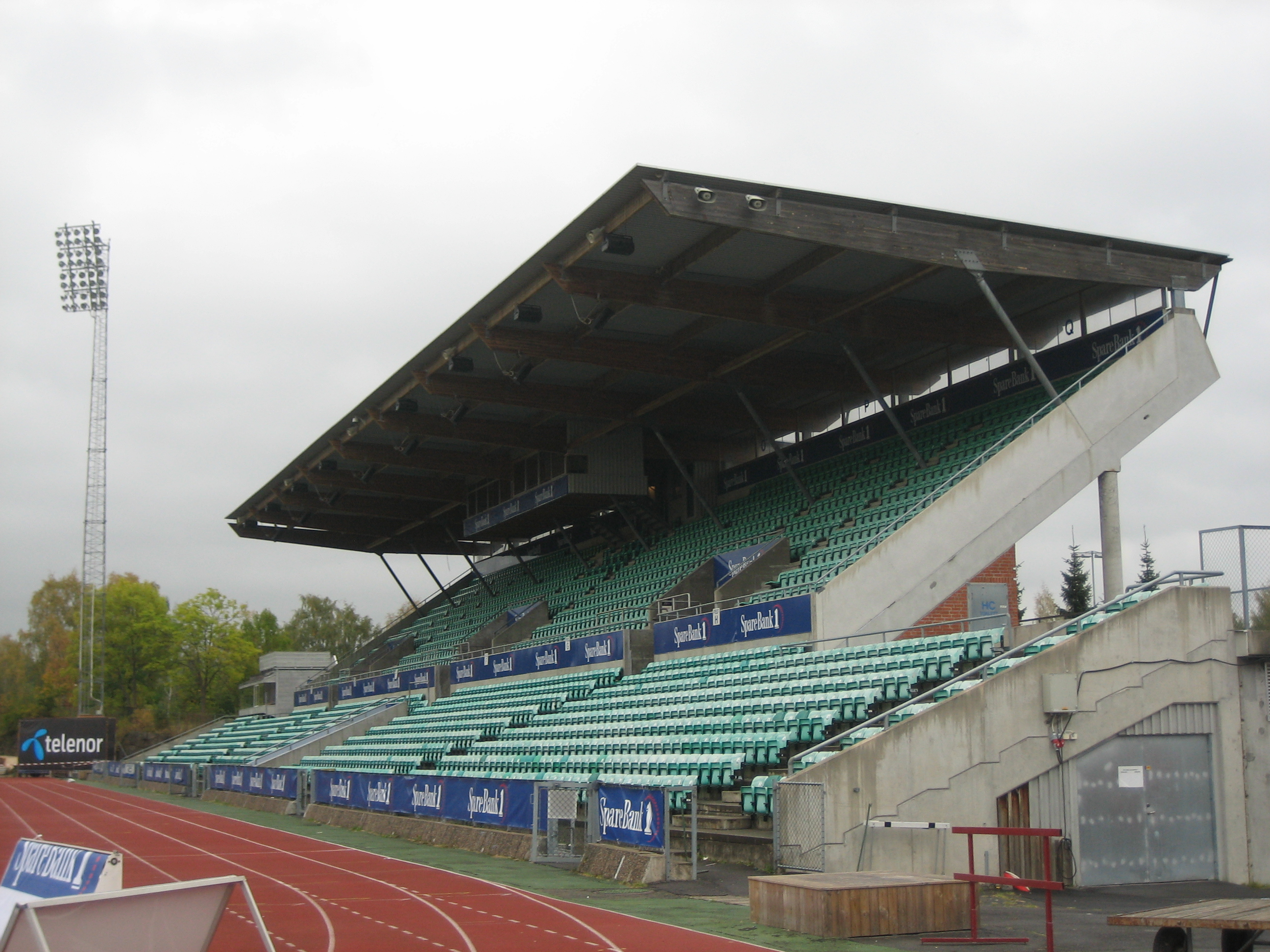
Nadderud Stadion

## Estadio
El Stabæk disputa sus partidos como local desde el 2012 en el Nadderud Stadion situado en su natal Bærum municipio de Oslo

## Entrenadores Recientes
- Lars Tjernås (1993–95)
- Hans Backe (1996–97)
- Anders Linderoth (enero de 1998–mayo de 2001)
- Gaute Larsen (mayo de 2001–septiembre de 2004)
- Pål Berg (interino) (septiembre de 2004–noviembre de 2004)
- Jan Jönsson (diciembre de 2004–diciembre de 2010)
- Jörgen Lennartsson (enero de 2011–diciembre de 2011)
- Petter Belsvik (enero de 2012–noviembre de 2013)
- Bob Bradley[1] (enero de 2014-noviembre de 2015)
- Bob McKinlay (noviembre de 2015-julio de 2016)
- Antoni Ordinas Pou (julio de 2016-junio de 2018)
- Henning Berg (julio 2018-junio 2019)
- Jan Jönsson (junio 2019-julio 2021)
- Eirik Kjønø (julio 2021-agosto 2022)
- Lars Bohinen (agosto 2022-septiembre 2023)
- Bob Bradley (septiembre 2023-)

## Récords
- Mayor victoria como local: 8-0 al Molde FK, 29 de octubre de 2006
- Mayor victoria como visitante: 14-0 al Vestfossen IF, 12 de mayo de 2008
- Mayor derrota como local: 1-6 frente al Lillestrøm SK, 1 de agosto de 1999
- Mayor derrota como visitante: 0-9 frente al SK Brann, 24 de mayo de 2001
- Mayor número de espectadores, Telenor Arena: 12.562 contra el FC København, 6 de agosto de 2009
- Mayor media de espectadores, temporada: 5.785, 2008
- Más partidos disputados, total: 365, Morten Skjønsberg
- Más partidos disputados, liga: 320, Morten Skjønsberg
- Más goles anotados, total: 101, Daniel Nannskog 2005-2008
- Más goles anotados, liga: 70, Daniel Nannskog 2005-2008
- Más goles anotados, temporada: 32, Daniel Nannskog 2005

## Palmarés

### Torneos nacionales
- Tippeligaen (1): 2008.
- Copa de Noruega (1): 1998.
- Supercopa de Noruega (1): 2009.

## Participación en competiciones de la UEFA
| Temporada | Torneo                | Ronda            | Club                    | Casa | Visita | Global |
| --------- | --------------------- | ---------------- | ----------------------- | ---- | ------ | ------ |
| 1997      | UEFA Intertoto Cup    | Grupo 5          | Panachaiki GE           | –    | 1–1    | 3º     |
| 1997      | UEFA Intertoto Cup    | Grupo 5          | B36                     | 5–0  | –      | 3º     |
| 1997      | UEFA Intertoto Cup    | Grupo 5          | KRC Genk                | –    | 4–3    | 3º     |
| 1997      | UEFA Intertoto Cup    | Grupo 5          | FC Dynamo Moscow        | 1–1  | –      | 3º     |
| 1998      | UEFA Intertoto Cup    | 1                | FK Vojvodina            | 1–2  | 2–3    | 3–5    |
| 1999–00   | UEFA Cup              | 1                | Deportivo la Coruna     | 1–0  | 0–2    | 1–2    |
| 2000      | UEFA Intertoto Cup    | 1                | Floriana FC             | 2–0  | 1–1    | 3–1    |
| 2000      | UEFA Intertoto Cup    | 2                | AJ Auxerre              | 0–2  | 0–3    | 0–5    |
| 2002–03   | UEFA Cup              | Clasificatoria   | Linfield Belfast        | 4–0  | 1–1    | 5–1    |
| 2002–03   | UEFA Cup              | 1                | Anderlecht              | 1–2  | 1–0    | 2–2    |
| 2004–05   | UEFA Cup              | Clasificatoria 2 | FC Haka                 | 3–1  | 3–1    | 6–2    |
| 2004–05   | UEFA Cup              | 1                | Sochaux                 | 0–5  | 0–4    | 0–9    |
| 2008–09   | UEFA Europa League    | Clasificatoria 2 | Stade Rennais           | 2–1  | 0–2    | 2–3    |
| 2009–10   | UEFA Champions League | Clasificatoria 2 | KF Tirana               | 4–0  | 1–1    | 5–1    |
| 2009–10   | UEFA Champions League | Clasificatoria 3 | FC Copenhagen           | 0–0  | 1–3    | 1–3    |
| 2009–10   | UEFA Europa League    | Play-off         | Valencia CF             | 0–3  | 1–4    | 1–7    |
| 2010–11   | UEFA Europa League    | Clasificatoria 2 | Dnepr Mogilev           | 2–2  | 1–1    | 3–3(a) |
| 2012–13   | UEFA Europa League    | Clasificatoria 1 | JJK Jyväskylä           | 3–2  | 0–2    | 3–4    |
| 2016-17   | UEFA Europa League    | Clasificatoria 1 | Connah's Quay Nomads FC | 0-0  | 0-1    | 0-1    |